# Kościół Najświętszego Serca Pana Jezusa w Czarnem Wielkim
Kościół Najświętszego Serca Pana Jezusa w Czarnem Wielkim – rzymskokatolicka świątynia filialna znajdująca się we wsi Czarne Wielkie (powiat drawski).

## Historia
Skromną świątynię w stylu neoromańskim, otoczoną ceglanym murem, wybudowano w 1911 z kamienia polnego. Stoi w centrum wsi, która posiada historyczny układ przestrzenny. Jako katolicka została poświęcona 12 czerwca 1947. Wnętrze poddano remontowi w 2008.

## Dzwon
Kielichowaty dzwon z drugiej połowy XVIII wieku jest umieszczony na sześcioramiennej koronie o formie groteskowych głów ludzkich. W górnej części posiada pas ornamentu roślinno-małżowinowego. Pod pasem umieszczono majuskułowy napis o treści: JOHAN MEYER IN COLBERG GOSS MICH. Pod napisem z kolei znajduje się pas ornamentu o motywach lilii. Na płaszczu widnieje kolejny napis majuskułowy o treści: GOTTES WORT BLEIBET IN EWICKEIT IN DIESEM DORFFE GROSS SCHWARTZ ENSEE ANNO DOMINI 1767, co w tłumaczeniu na język polski oznacza: Niech słowo Boże pozostanie na wieki w wiosce Czarne Wielkie.